# バーチャファイター3
『バーチャファイター3』（Virtua Fighter 3）は、セガ・AM2研（後のセガ第二研究開発本部）が開発し、セガ・エンタープライゼス（後のセガ）から発売された3D対戦型格闘ゲーム。1996年、当時の最新3DCGアーケード基板「MODEL3」を使用しリリースされた。『バーチャファイター』シリーズの第3作である。

## 概要

### バーチャファイター3
1996年9月にリリースされた。航空機メーカーのマーティン・マリエッタ社製グラフィックチップによる大幅な画質向上と共に、ステージ形状が4角形から自由度のある形になり、高低差によるダメージの変動、エスケープボタンの導入による軸移動 など意欲的な製品となる。キャラクターはさらに追加され、力士の鷹嵐と合気柔術使いの梅小路 葵の2人が加わった。デモ画面の梅小路 葵の日本舞踊と鷹嵐のモーションキャプチャーは本職の人が起用されているが契約内容により名前は非公開となっていることが開発者インタビューで語られている。
登場と同時に前作からの移行による全国的な人気を見せるが、エスケープやアンジュレーションなどの新システムによるゲーム性の複雑化により、それに対応できるプレイヤーのみが残り、対応できないプレイヤーは作品から離れて行くというユーザー離れ現象を引き起こした。
1997年2月15、16日、東京ジョイポリスで、『バーチャファイター3』の世界一を決める大会、”バーチャファイター3 マキシマムバトル 森永エンゼルカップ”が開かれた。出場者は全国の予選を勝ち抜いてきた日本人選手96人に加えて、韓国、台湾、イギリスなど7か国10人の代表選手たち。大会はレディースクラス、アンダー20クラス、オーバー20クラスの順に部門別チャンピオンが決定。各部門別チャンピオンのリーグ戦を行い、日本一の”バーチャプレーヤー”が決定した。クライマックスには、世界一のプレーヤーを決めるため外国人選手と各部門別チャンピオンがトーナメント戦を行い、韓国代表の曹鶴東が優勝した。

### バーチャファイター3tb
『VF3』リリースから1年後の1997年9月にリリースされた。tbはチームバトル（team battle）の略で、従来のシリーズが単一のキャラクター同士による個人戦であったのに対し、本作は複数のキャラクター（同一のキャラクターを選択することも可能）でチームを編成し、団体戦を行うシステムが大きな特徴である。
1998年4月6日アメリカのスミソニアン協会から本シリーズがコンピュータソフトウェアとして歴史的な足跡を残したことを評価され、「1998 コンピュータワールド・スミソニアン・アウォード」を受賞し、ワシントンD.C.にあるスミソニアン総合博物館の国立アメリカ歴史博物館に各種資料が保管されることになった。
後年の他機種移植事例
すべて『3tb』としての移植になっている。
1998年、ドリームキャストにロンチタイトルとしてリリース（移植は元気が担当）。対戦モードが搭載されずシングルプレイ時に乱入する形式のみという仕様となっている。
2023年、セガのアーケード用プラットフォームALL.Net P-ras MULTI Ver.3（APM3）に『3tb Online』のタイトルで稼働を開始（移植は龍が如くスタジオこと第一CS研究開発部が担当）。セガ社員プログラマーが業務の空き時間を使い完成させたMODEL3エミュレータを使い、『3tb』を現在の業務用として適した形に調整したものとなっている。一例としては『バーチャファイター eスポーツ』のようにオンライン対戦および個人保有可能な記録カード（Aimeカード）に戦績やリングネームを記録し専用サイト「VF3tb Online.net」でチェックができるなど。
2024年には『龍が如く8』（PS5・PS4・Xbox Series X/S・Xbox One用）のミニゲーム（ゲーム内ゲーム）として収録される。こちらは『龍が如く8』のゲームエンジン「ドラゴンエンジン」に、上記のMODEL3エミュレータを移植した形となっている。
なお、セガサターンに移植される予定もあったが、発売中止になっている。

## 発売日
- アーケード版バーチャファイター3：1996年9月稼働開始[4]
- アーケード版バーチャファイター3tb：1997年9月稼働開始[4]
- ドリームキャスト版（バーチャファイター3tb）：1998年11月27日発売[4]
- アーケードALL.Net P-ras MULTI Ver.3版（バーチャファイター3tb オンライン）：2023年11月28日稼働開始
- 龍が如く8版（バーチャファイター3tb）：2024年1月26日発売予定

## ストーリー
第2回世界格闘トーナメントは、結城晶とラウ・チェンの壮絶な戦いの末、結城晶の優勝で幕をとじた。ある者は再戦を誓い、そして、ある者は己の使命を果たし、それぞれの思いを胸に秘め、帰路についた。そして、1年と数か月が過ぎていった。一方、世界の影で暗躍していた悪の組織「J6（ジャッジメント6）」がその影響力を強めていた。世界的な病原菌の蔓延、世界中で起こる抗争、終わらない戦争。じわじわと、しかし確実に、裏の世界に巨大な黒い影を落とし始めていた。トーナメントで優勝したものの、自分の強さに納得せず、さらに高みを目指す晶は、祖父と共に道場で修行を続けていた。そんなある日、「第3回世界格闘トーナメント」の招待状が届いた。前回戦った顔ぶれが揃っており、さらに新たに2人の挑戦者が加わっていた。今回のトーナメント参加者は全部で12人。闘志を掻き立てられた晶は、世界に散らばるライバルたちの闘気を感じていた。そして数日後、祖父の許しを得て、トーナメント会場へ向かう。

## ゲームシステム
G（ガード）、P（パンチ）、K（キック）の3ボタンに加え、新たにE（エスケープ）ボタンが追加された。シリーズ唯一の4ボタン操作の作品である。
さらに「アンジュレーション」（高低差）の概念が追加された。ステージ全体の傾斜や段差、置いてある物に乗るなどすることで、相手との高低の位置関係が変化し、空中コンボなどに影響を与える。これにより「位置取り」という新たな戦略が生まれた。これも次作『VF4』で排されたので、シリーズ唯一の要素である。また、外縁に壁（フェンス）のあるステージが初登場した。

## 登場キャラクター
使用可能キャラクターは前作の10人に2人追加した計12人となった。
- 結城晶（ゆうき あきら）
- パイ・チェン
- ラウ・チェン
- ウルフ・ホークフィールド
- ジェフリー・マクワイルド
- 影丸（かげまる）
- サラ・ブライアント
- ジャッキー・ブライアント
- 舜帝（シュン・ディ）
- リオン・ラファール
- 梅小路葵（うめのこうじ あおい）<新登場>
- 鷹嵐（たかあらし）<新登場>